# The Sherlock Holmes Museum

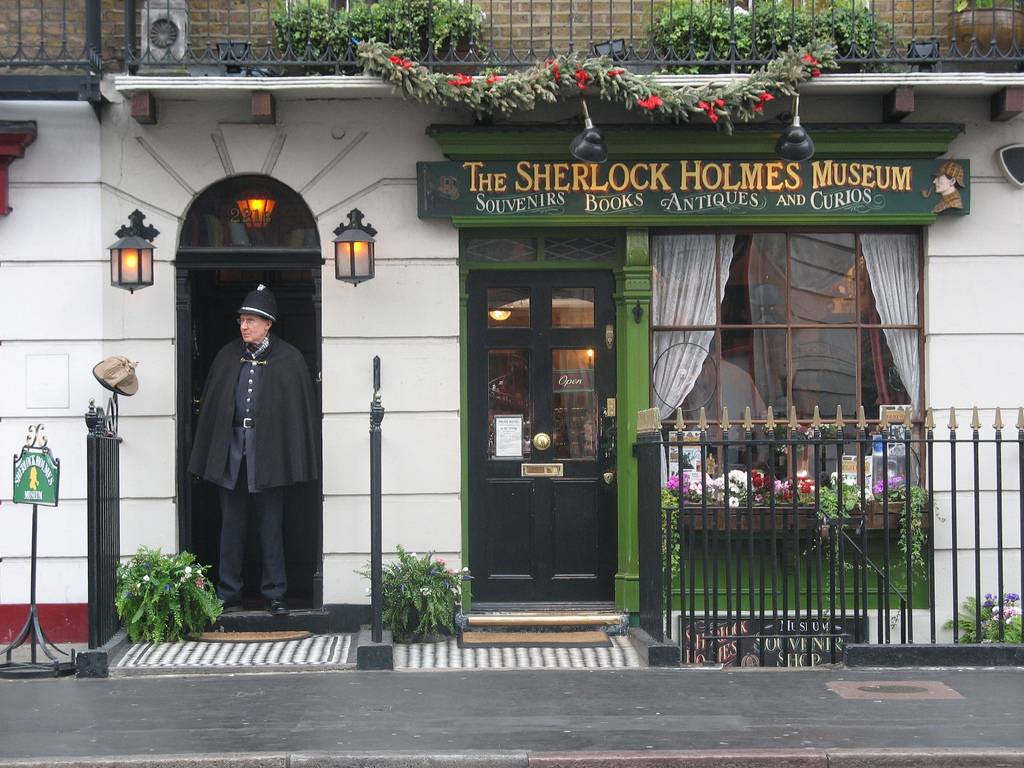
Vorderansicht des Shopeingangs

The Sherlock Holmes Museum ist ein in Privatbesitz befindliches Museum in London. Das Museum befindet sich in der Baker Street in der Nähe des Regent’s Park im Stadtteil Marylebone des Bezirks City of Westminster (NW1). Es wurde am 27. März 1990 eröffnet.

## Geschichte
Die Romanfiguren Sherlock Holmes und Dr. Watson wohnten nach Arthur Conan Doyle von etwa 1881 bis 1904 in diesem Haus. Die als Sherlock Holmes’ Wohnort angegebene Hausnummer 221b ist reine Fiktion, denn damals waren die Häuser nur bis zum Grundstück 100 durchnummeriert.
Im ersten Stock befindet sich ein nach den Angaben der Detektivgeschichten gestalteter Nachbau des berühmten Arbeitszimmers, das sie sich fast 25 Jahre teilten. Daneben soll sich das Schlafzimmer von Sherlock Holmes befunden haben; Dr. Watsons Schlafzimmer soll über dem Hinterhof, im zweiten Stock des Hauses neben dem von Mrs. Hudson, gelegen haben. Beide Zimmer werden als Ausstellungsräume genutzt. Das Interieur orientiert sich an der Sherlock Holmes Fernsehserie von 1984.
Im dritten Stock werden Szenen aus verschiedenen Sherlock-Holmes-Romanen nachgestellt. So findet man dort eine Puppe von Professor Moriarty oder ein Diorama über den Hund von Baskerville.
Im Erdgeschoss befindet sich neben der Eingangstür zur Pension, in der ein Bobby die Gäste stilecht in Empfang nimmt, ein Shop, in dem man Andenken rund um Sherlock Holmes und London findet.
Das Museum hat täglich geöffnet.
In Meiringen in der Schweiz gibt es noch ein weiteres Sherlock Holmes Museum.

## Nummerierungsstreit
Die Adresse 221B war Gegenstand einer langjährigen Auseinandersetzung zwischen dem Museum und der Abbey National Bank, die tatsächlich in der 221B Baker Street ihren Sitz hatte. Die Royal Mail lieferte, an Sherlock Holmes adressierte Post, somit an die Abbey National Bank. Diese hatte eigens eine Sekretärin für diese Korrespondenz eingestellt. Erst 2002 wurde der Streit gelöst als die Abbey National Bank nach siebzig Jahren ihren Hauptsitz räumte und seitdem wird die Post an das Museum geliefert.

## Bildergalerie

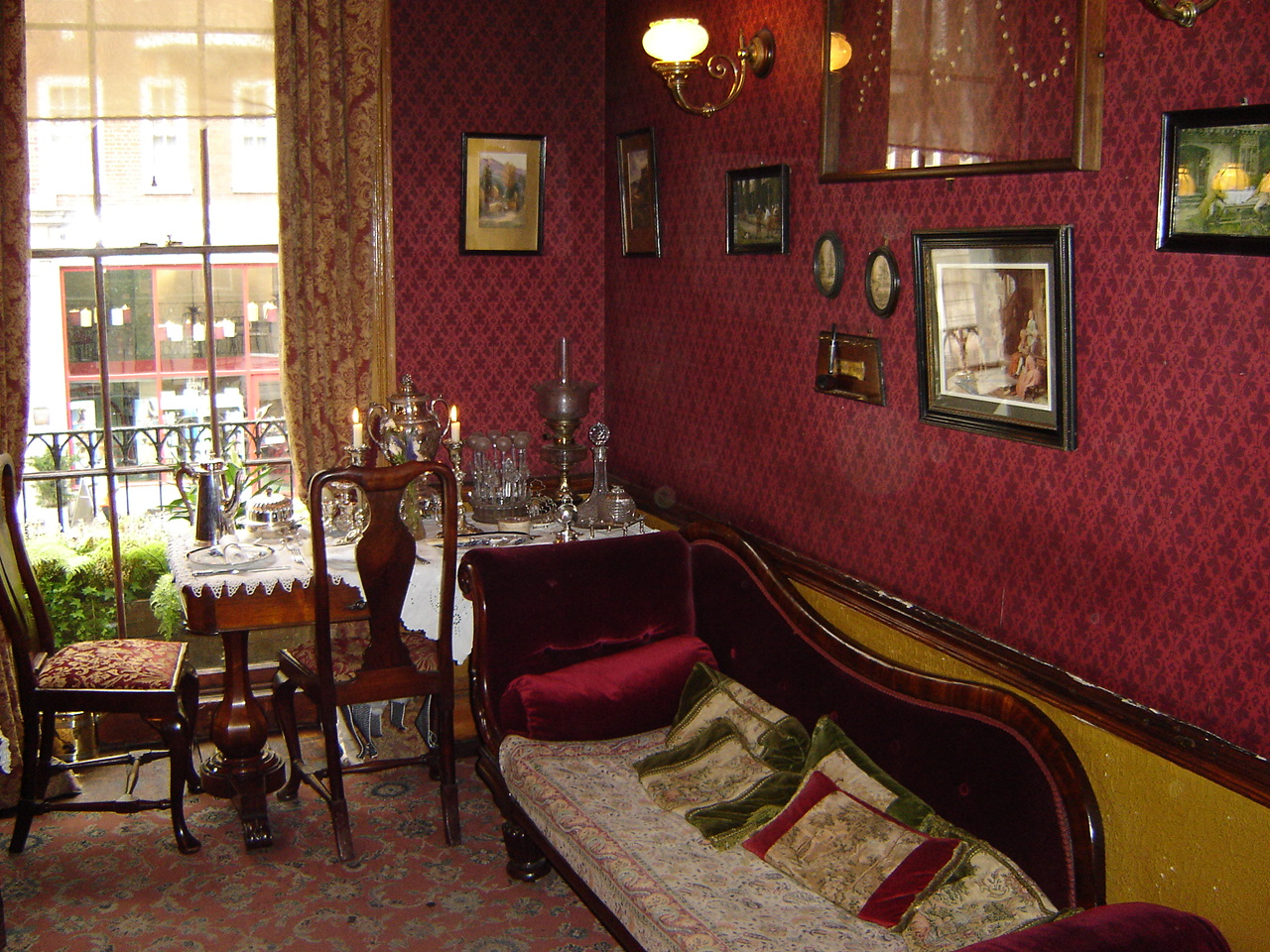
Wohnzimmer Essbereich
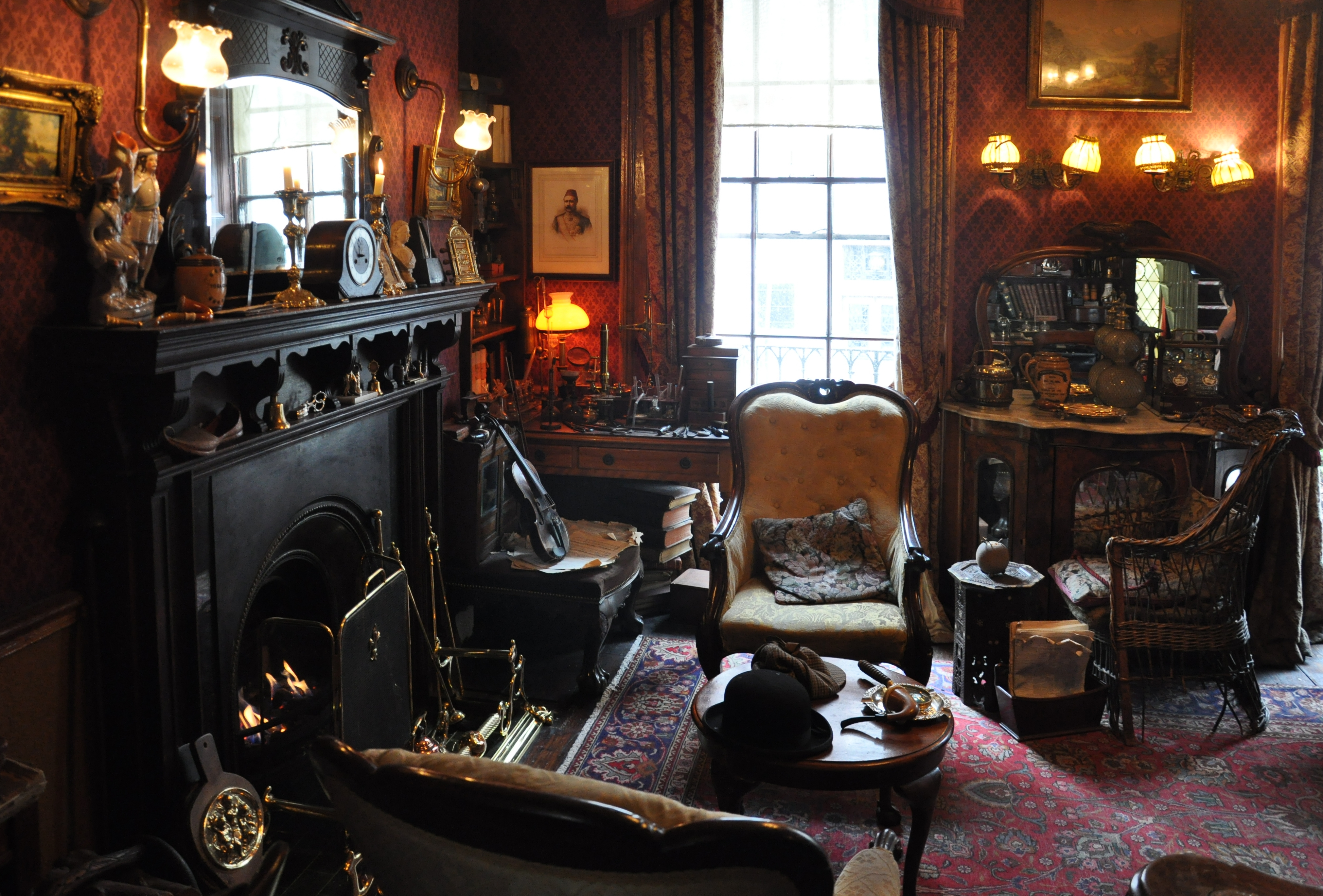
Wohnzimmer
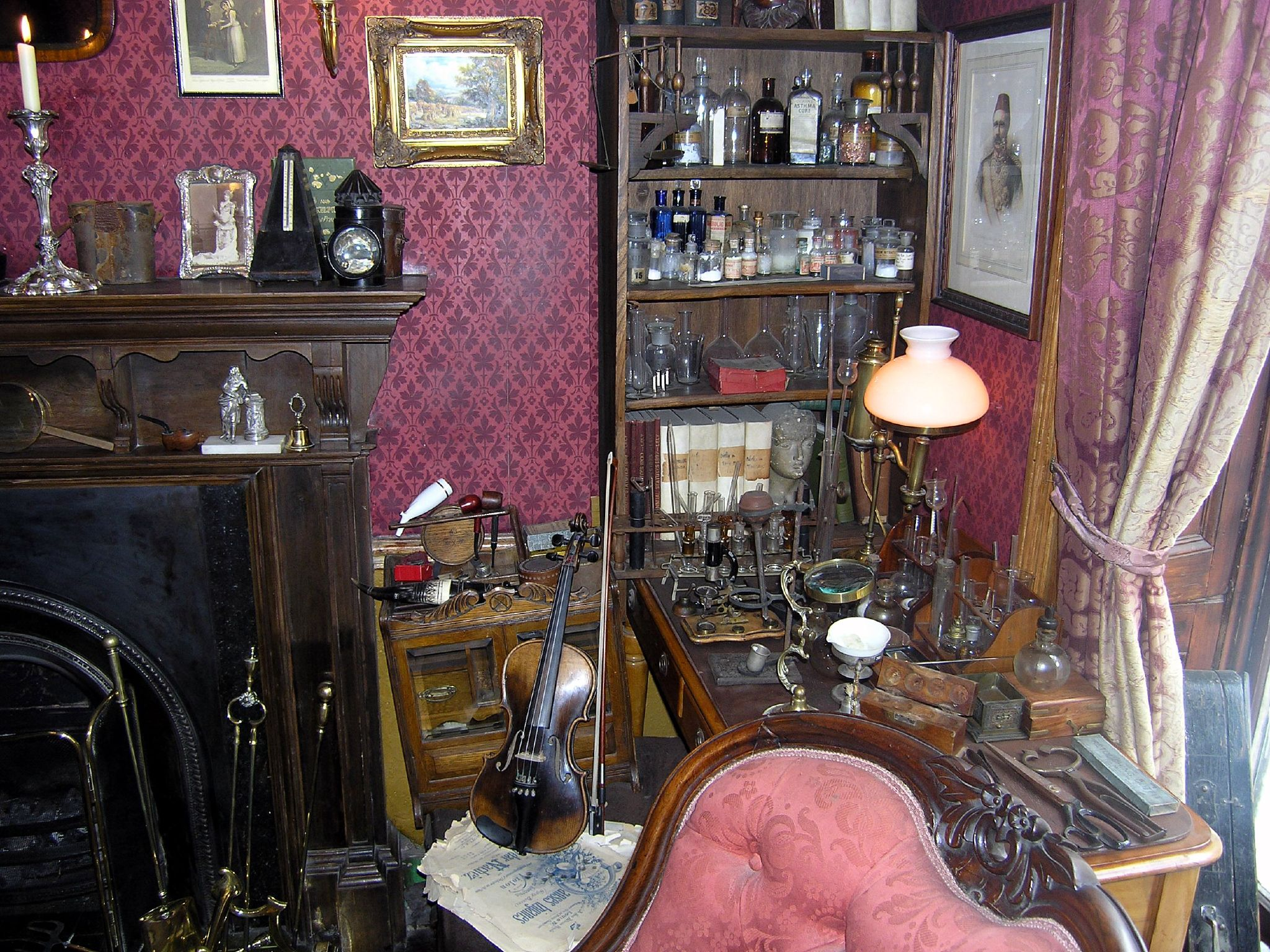
Sherlocks Laborecke
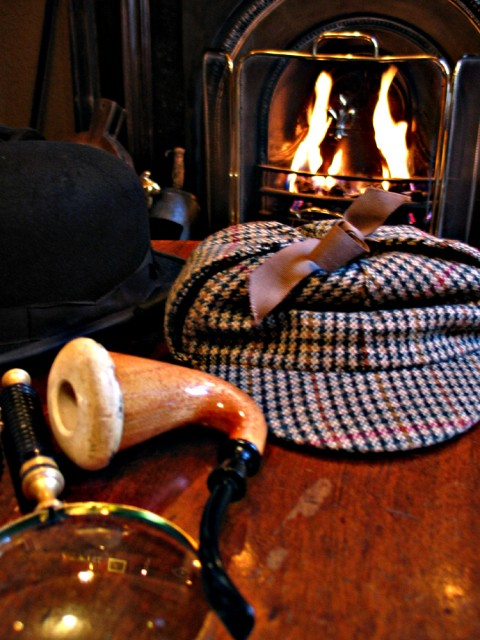
Sherlocks Deerstalker-Mütze und Pfeife
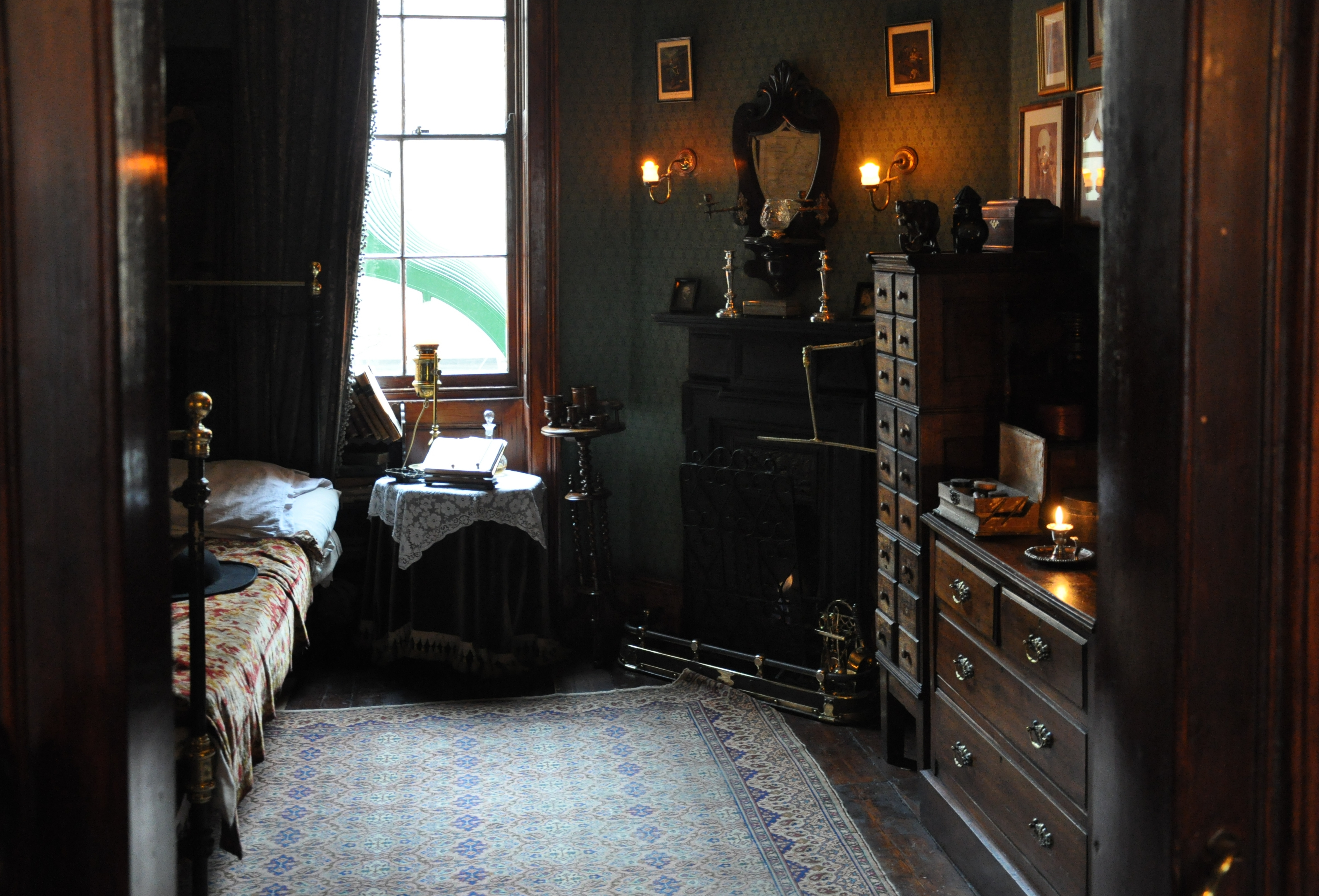
Sherlocks Schlafzimmer
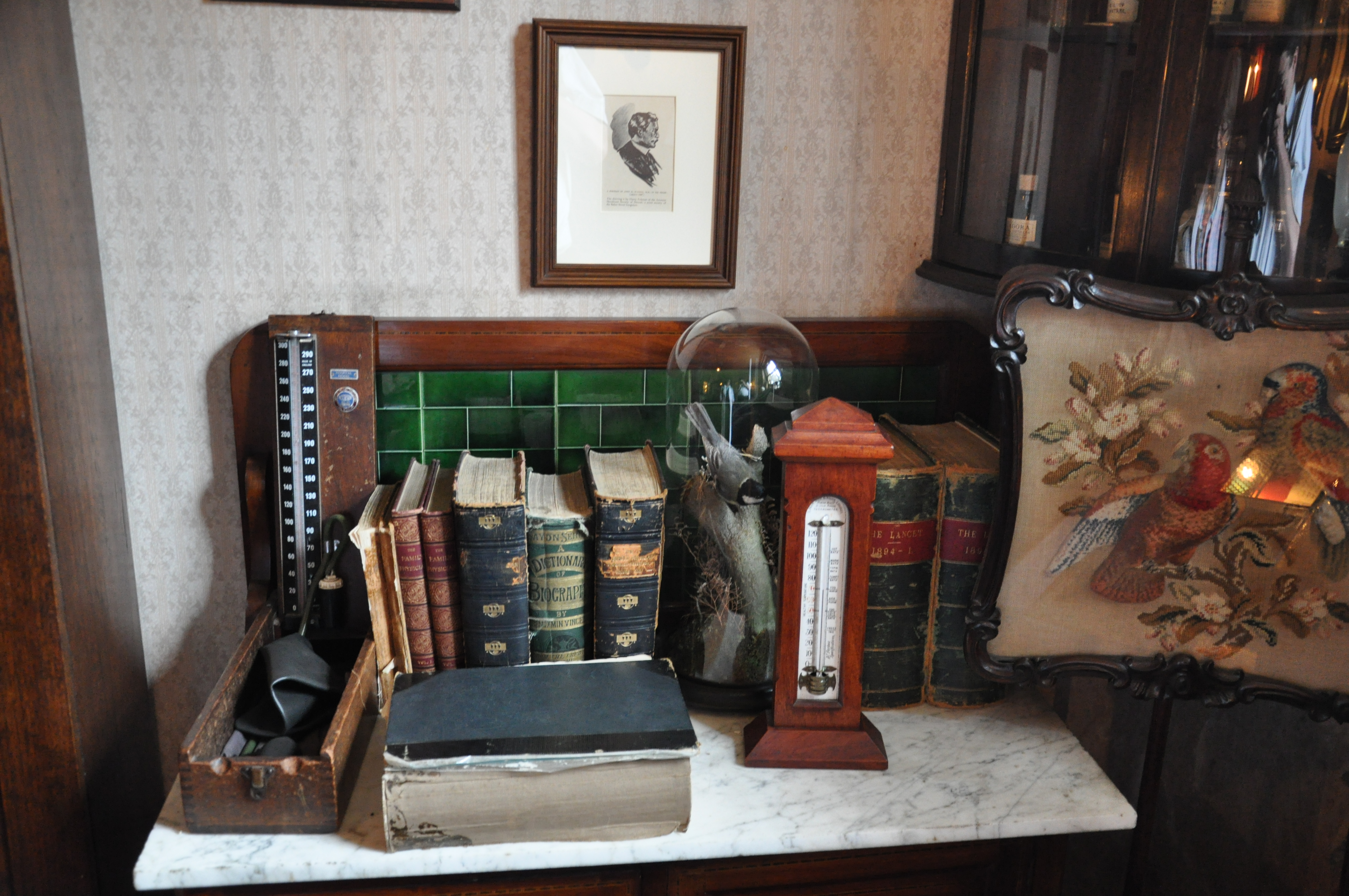
Dr. Watsons Arbeitsplatz
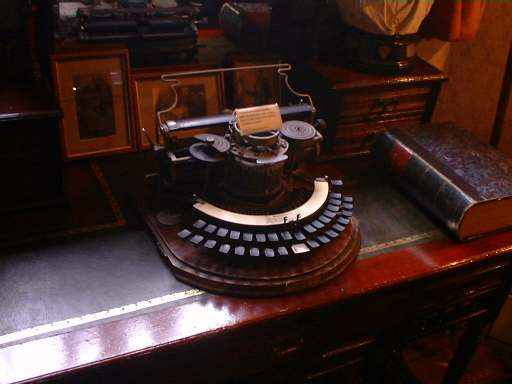
Dr. Watsons  Schreibmaschine
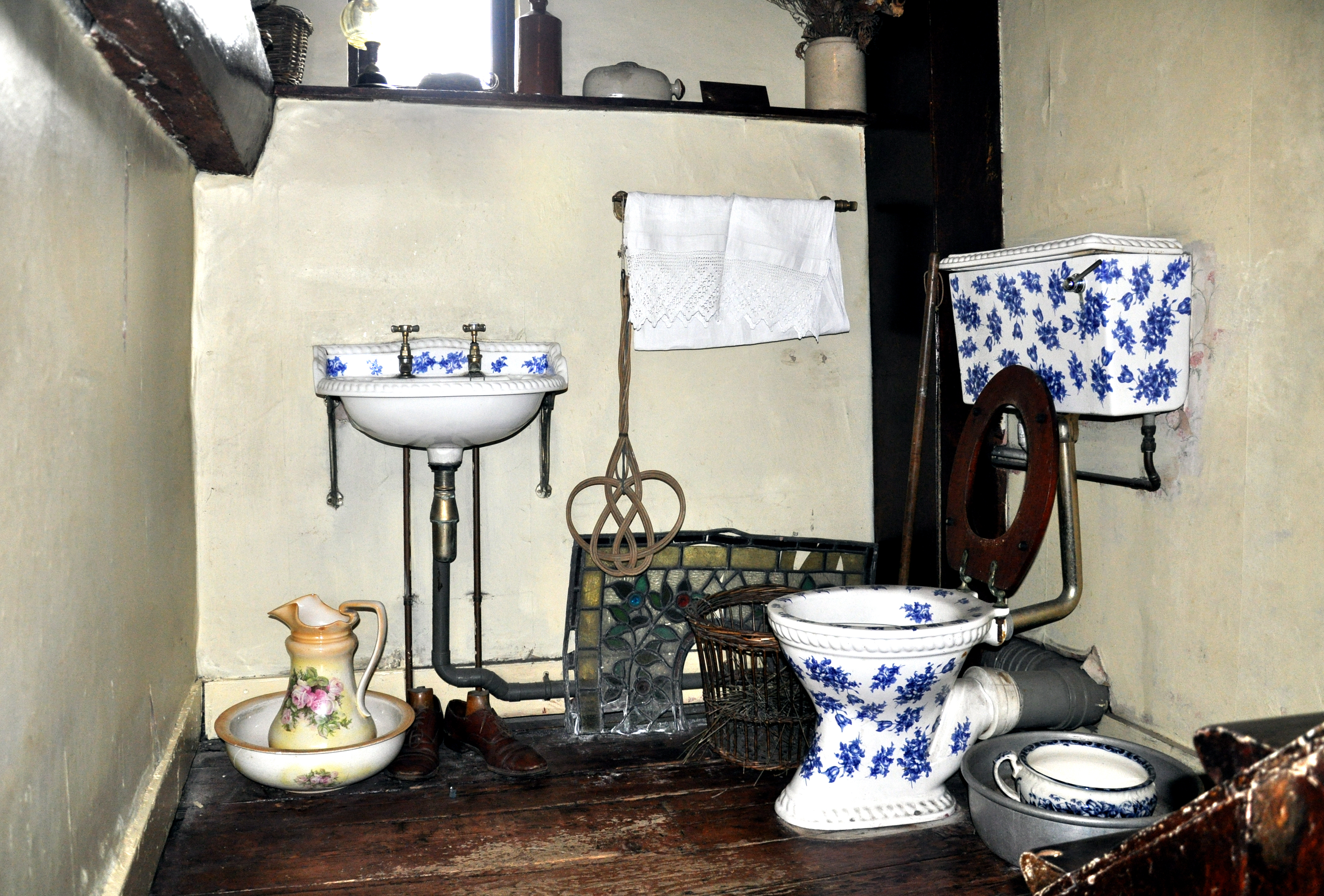
Badezimmer